# Rivière Assemetquagan
Pour les articles homonymes, voir Assemetquagan.
La rivière Assemetquagan est un cours d'eau douce situé dans l'est du Québec dans la vallée de la Matapédia. Ce cours d'eau traverse les municipalités régionales de comté (MRC) de :
- Avignon (région administrative de Gaspésie-Îles-de-la-Madeleine) : territoire non organisé de Rivière-Nouvelle : canton de Fauvel ; et municipalité de Saint-André-de-Restigouche : canton de Ristigouche ;
- La Matapédia (région administrative du Bas-Saint-Laurent : territoire non organisé de Routhierville : canton d'Assemetquagan.

La rivière Assemetquagan prend sa source dans la section des Chic-Chocs (faisant partie des monts Notre-Dame) et se jette dans la rivière Matapédia à 20 km de Matapédia. La rivière fait partie de la région touristique de la Gaspésie dans la sous-région touristique de la vallée de la Matapédia.
Cours d'eau que l'on a soudain en face de soi, après une courbe, lorsqu'on remonte en canot la rivière dans laquelle il se jette, serait la signification provenant de la Nation Micmacs, selon les dires du  Père Pacifique de Valigny.

## Géographie
La rivière Assemetquagan prend sa source en zone montagneuse dans le canton de Fauvel, à la confluence des rivière Assemetquagan Est et rivière Assemetquagan Ouest, lesquelles drainent les montagnes plus au nord dans la zec Casault.
Cette confluence des deux affluents est située à :
- 1,4 km au sud-est de la limite du canton de La Vérendrye ;
- 38,8 km au nord-est de la confluence de la rivière Assemetquagan ;
- 42,8 km au nord-est de la confluence de la rivière Matapédia ;
- 39,4 km au nord du pont enjambant la rivière Ristigouche pour relier la ville de Campbellton (au Nouveau-Brunswick) et le village de Pointe-à-la-Croix (au Québec).

Presque tout le cours de la rivière Assemetquagan constitue la limite sud de la zec Casault, sauf le dernier segment de 4,6 km à partir de la confluence.
À partir de sa source, la rivière Assemetquagan coule sur 55,4 km, selon les segments suivants :
Cours supérieur de la rivière (segment de 26,0 km)
- 8,1 km au sud-ouest dans le canton de Fauvel, serpentant dans une vallée encavée, jusqu'au ruisseau McDavid (venant du nord-ouest) ;
- 4,0 km au sud-ouest, en serpentant jusqu'au ruisseau Lavoie (venant du nord-ouest) ;
- 2,9 km au sud, jusqu'au ruisseau Purvis (venant de l'est) ;
- 7,1 km au sud-ouest, en serpentant jusqu'à la limite du canton d'Assemetquagan ;
- 0,3 km au sud dans le canton d'Assemetquagan, jusqu'à un ruisseau (venant du nord-ouest) ;
- 7,5 km vers l'ouest, en formant un détour vers le sud, jusqu'au ruisseau du Castor (venant du nord-ouest)

Cours inférieur de la rivière (segment de 2 km)
- 1,7 km vers le sud, jusqu'au pont de la route forestière ;
- 6,5 km vers le sud-ouest, en serpentant jusqu'au ruisseau Creux (venant du nord) ;
- 5,8 km vers le sud, en serpentant en début de segment, jusqu'au ruisseau Saint-Étienne (venant de l'est) ;
- 6,2 km au sud, puis vers l'est, en recueillant les eaux du ruisseau des Huit Milles, jusqu'à un ruisseau Doiron (venant du nord) ;
- 4,6 km vers le sud-ouest, jusqu'à limite de la zec Casault ;
- 3,2 km au sud, jusqu'à limite du canton de Ristigouche ;
- 1,4 km au sud-ouest, en passant sous un pont couvert, jusqu'à la confluence de la rivière[5].

La confluence de la rivière est située à :
- 1,9 km en amont de la confluence de la rivière du Moulin (rivière Matapédia) (venant de l'ouest) ;
- 15,7 km au nord-est de la confluence de la rivière Matapédia ;
- 32,5 km au nord du pont enjambant la rivière Ristigouche pour relier la ville de Campbellton (au Nouveau-Brunswick) et le village de Pointe-à-la-Croix (au Québec).

## Toponymie
Le toponyme Assemetquagan est d'origine micmaque et a pour signification « cours d'eau qui apparait après une courbe ».
Le toponyme Rivière Assemetquagan a été officialisé le 5 décembre 1968 à la Commission de toponymie du Québec.